# Marie Lindgren
Pour les articles homonymes, voir Lindgren.
Ingrid Marie Lindgren (née le 26 novembre 1970 à Burträsk) est une skieuse acrobatique suédoise, spécialisée dans la discipline du saut acrobatique. Elle remporte notamment la médaille d'argent lors du premier concours olympique de la discipline lors des Jeux olympiques de 1994 à Lillehammer.

## Palmarès

### Jeux olympiques d'hiver
- Jeux olympiques de 1994 à Lillehammer (Norvège) :
  -  Médaille d'argent en saut acrobatique

### Championnats du monde de ski acrobatique
- Championnats du monde de ski acrobatique de 1993 à Altenmarkt im Pongau (Autriche) :
  -  Médaille d'argent en saut acrobatique.
- Championnats du monde de ski acrobatique de 1995 à La Clusaz (France) :
  -  Médaille d'argent en saut acrobatique.

### Coupe du monde de ski acrobatique
- 20 podiums dont 3 victoires en Coupe du monde de ski acrobatique